# Zeta (fiume)
La Zeta è un fiume (pronuncia [zêta], in montenegrino Зета) del Montenegro, affluente di destra del Morača, in cui confluisce nella periferia settentrionale della capitale Podgorica.

## Corso del fiume
La Zeta nasce dalle sorgenti carsiche sul monte Vojnik, nel comune di Nikšić, nel Montenegro occidentale. Scorre quindi in direzione sud-est, attraversando il territorio di Danilovgrad, per gettarsi nel fiume Morača, di cui costituisce l'affluente maggiore, appena a nord di Podgorica, presso il sito archeologico dell'antica Doclea. Il Morača poi si immette nel lago di Scutari, tra Montenegro e Albania, le cui acque terminano il proprio corso nel mar Adriatico per mezzo dell'emissario Boiana.
I meandri della Zeta rendono fertile la pianura attorno a Danilovgrad (detta pianura di Bjelopavlići, da non confondere con la pianura Zeta, non bagnata dal fiume omonimo a discapito del nome), contribuendo significativamente alla produzione agricola di un Paese prevalentemente montuoso.
Nei pressi di Nikšić sorge una centrale idroelettrica, la centrale di Perućica, con una potenza installata totale di 307 MW di proprietà della municipalizzata A2A.

## Storia
Secondo alcune teorie il nome del fiume deriva da un termine arcaico che si rimanda alle parole "raccolto" o "grano" (corrispondenti alle parole moderne "žetva" e "žito").
Il corso d'acqua ha sempre avuto una grande importanza strategica; gli antichi Romani avevano costruito una strada lastricata e diversi insediamenti. Nei pressi della confluenza della Zeta nel fiume Morača si trovano i resti dell'antica città di Doclea. Durante il medioevo sorse principato di Zeta, il cui territorio corrispondeva all'attuale Montenegro e a parte dell'Albania. Nel corso del Regno di Jugoslavia il fiume dava il nome ad una delle banovivne in cui era suddiviso il territorio.